# Bon Iver, Bon Iver
Bon Iver es el segundo álbum de estudio de la banda de indie folk estadounidense Bon Iver. Grabado en el estudio April Base de Fall Creek, se publicó el 21 de junio de 2011 en Estados Unidos a través del sello Jagjaguwar. Alcanzó el segundo puesto en la lista estadounidense Billboard 200. En febrero de 2012, ganó el premio Grammy al mejor álbum de música alternativa.

## Lista de canciones
Todas las canciones escritas por Justin Vernon, excepto donde se lo indique. 

| N.º   | Título                                    | Duración |  |
| 1.    | «Perth»                                   | 4:22     |  |
| 2.    | «Minnesota, WI»                           | 3:52     |  |
| 3.    | «Holocene»                                | 5:36     |  |
| 4.    | «Towers»                                  | 3:08     |  |
| 5.    | «Michicant»                               | 3:45     |  |
| 6.    | «Hinnom, TX»                              | 2:45     |  |
| 7.    | «Wash.»                                   | 4:58     |  |
| 8.    | «Calgary» (Matt McCaughan, Justin Vernon) | 4:10     |  |
| 9.    | «Lisbon, OH»                              | 1:33     |  |
| 10.   | «Beth/Rest»                               | 5:16     |  |
| 39:25 |                                           |          |  |

## Personal
| Bon Iver - Justin Vernon – compositor, vocalista principal, coros, guitarrista, bajo, batería, percusión, banyo, piano, crótalos, trémolo - Matt McCaughan – compositor, batería, percusión, Roland TR-909 - S. Carey – coros, batería, vibráfono - Colin Stetson – saxofón, clarinete, flauta - Greg Leisz – pedal steel guitar - Michael Lewis – saxofón - Rob Moose – trompa, instrumentos de cuerda, viola, violín - Carmen Camerieri – trompa, trompetas - Mike Noyce – coros | Producción - Justin Vernon – productor, mazla, sintetizador, ingeniero de audio - Matt McCaughan – sintetizador - Brian Joseph – ingeniero, mezcla - Greg Calbi – masterización - Nate Vernon – ingeniero - Jim Schoenecker – sintetizador - Tom Wincek – sintetizador - Ken Snyder – sintetizador |